# Sternodea lederi
Sternodea lederi is een keversoort uit de familie harige schimmelkevers (Cryptophagidae). De wetenschappelijke naam van de soort werd in 1876 gepubliceerd door Edmund Reitter.